# Фененко Михайло Якович
Михайло Якович Фененко (23 жовтня 1860 —  імовірно 1918) — генерал-майор Російської Імператорської армії, Георгіївський кавалер. Герой Першої світової війни́.

## Життєпис
Народився 23 жовтня 1860 р. З дворянського роду Фененків. Син колезського секретаря Якова Михайловича Фененка та Ганни Петрівни Кравченко.  
Закінчив Ярославську військову прогімназію і Тифліське піхотне юнкерське училище. Випущений у Єлисаветпольський 156-й піхотний полк.
Почав службу 11.08.1878 р. Прапорщик (ст. 23.05.1883 р.). Підпоручик (ст. 30.08.1884 р.). Поручик (ст. 30.08.1888 р.). Штабс-капітан квітень 1899 р.; (ст. 15.03.1899 р.; за відмінну службу). Капітан (ст. 06.05.1900 р.). На 01.01.1909 р. у тому ж чині та полку. Підполковник (ст. 26.02.1909 р.). На 15.05.1913 р. у тому ж чині та полку. Полковник (пр. 06.06.1914 р.; ст. 06.05.1914 р.; за відмінну службу). Участник Першої світової війни у складі того ж полку. Командир Єлисаветпольського 156-го піхотного полку (з 29.11.1915 р. по жовтень 1917 р.). На 01.08.1916 р. і 01.1917 р. у тому ж чині та посаді. Генерал-майор (пр. 20.05.1917 р.; ст. 03.02.1916 р.; на підставі Георгіївського статуту). З 22.10.1917 р. — командир 2-ї бригади 39-ї піхотної дивізії (1-й Кавказький армійський корпус).
Після жовтневого перевороту 1917 року 39-та піхотна дивізія організовано вийшла з Туреччини (Сарикамиш), де героїчно тримала фронт, та опинилася в самому центрі бурхливих революційних подій на Кубані. За неперевіреними даними, генерал-майор М. Я. Фененко, імовірно, був убитий «червоними дербентцями» навесні 1918 р. разом з іншими офіцерами дивізії на залізничній станції Ладозька (станиця Ладозька на Кубані).

## Участь у бойових діях

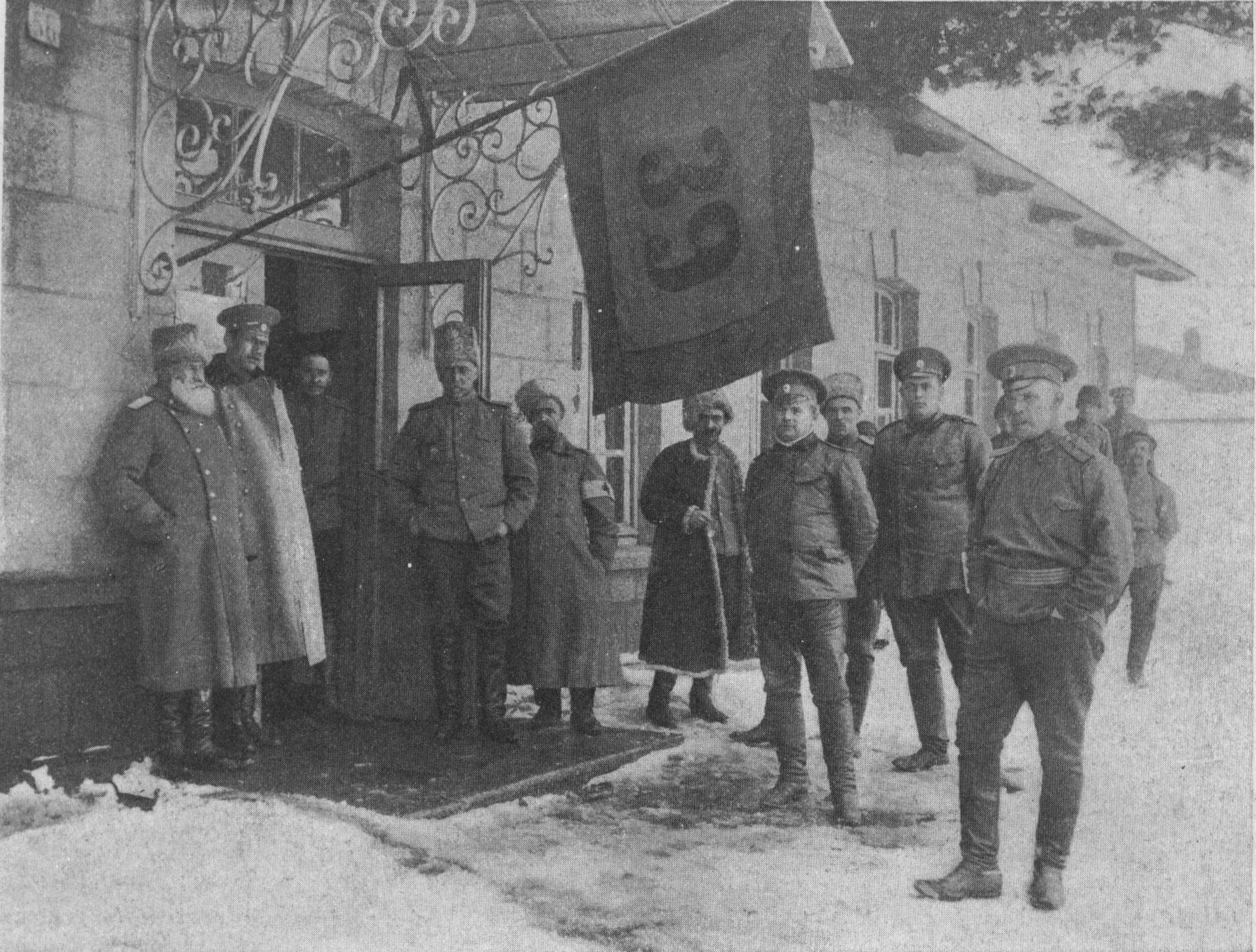
Штаб 39-ї піхотної дивізії. Сарикамиш.

"1 Кавказский корпус всю войну дрался на Кавказе. Им командовали генерал Берхман и генерал Калитин, 20-я пехотная дивизия вскоре его покинула. Что же касается богатырской 39-й, то каждый её полк стоил целой дивизии. Вспомним знаменитое дело дербентцев при Сарыкамыше, где рота Вашакидзе взяла Исхана-пашу и его трех начальников дивизий. Вспомним кубинцев при Азап-Кее, штурм Эрзерума — бакинцев Пирумова на Далангезе, елисаветпольцев Фененко при Чобан-Деде. А затем мамахатунские и эрзинджанские бои, где каждый из полков 39-й дивизии уничтожил по две дивизии отборной турецкой пехоты — дарданелльских победителей. Корпус взял за всю войну до 400 орудий, из них 265 — на штурме Эрзерума."
А. Керсновский. «История русской армии».

## Родина
- Дружина — Крижановська Софія Єлисеївна.
- Син — Фененко Георгій Михайлович (11.06.1888 — ?).

Випускник 2-го Київського Миколаївського військового училища. Випуск 01.10.1915 р. — у прапорщики з юнкерів із зарахуванням до армійської піхоти. Учасник Першої світової війни. Підпоручик (1916), 477-й піхотний Калязинський полк.
- Син — Фененко Вадим Михайлович (1.08.1893 — січень 1942).

Учасник Першої світової війни. Штабс-капітан 4-го Фінляндського стрілецького полку. Нагороджений Орденом Святого Георгія IV-го ступеня, ВП от 01.09.1915 р.
У Добровольчеській армії: з вересня 1918 р. у 9-й роті 1-го Офіцерського генерала Маркова полку.
Помер (загинув) у блокадному Ленінграді. Місце поховання невідоме.

## Нагороди
- Орден Св. Анни 3-го ст. (ВП 05.02.1906)
- Орден Святого Станіслава 2-го ст. (17.03.1913)
- Орден Святого Володимира 4-го ст. (20.03.1914)
- Мечі та бант до ордена Святого Володимира 4-го ст. (ВП 18.07.1915)
- Орден Святої Анни 2-го ст. з мечами (ВП 27.11.1915)
- Золота зброя «За хоробрість» (ВП 07.01.1916):

«Его Императорское Величество, въ присутствіи своемъ в Царской Ставке, Января 7-го дня 1916 года, соизволилъ отдать слѣдующій приказъ:
Утверждается пожалованіе Главнокомандующимъ Кавказскою арміею, за отличія в дѣлахъ противъ непріятеля, по удостоенію Местной Думы, изъ лицъ, имѣющихъ Георгіевское Оружіе:
Георгіевскаго Оружія:
Командиру 156-го пѣхотнаго Елисаветпольскаго Генерала Князя Циціанова полка, Михаилу Фененко за то,что состоя штабъ-офицеромъ этого полка и будучи назначенъ начальникомъ весьма важнаго участка позиціи на высоте 808, около селенія Алтунъ-Булахъ, имѣя подъ своей командой около 3-хъ баталіоновъ пѣхоты съ пулеметами, въ теченіе 8 дней съ 19-го по 26-е Декабря 1914 года отбилъ цѣлый рядъ ожесточенныхъ атакъ турокъ, производимыхъ превосходными силами какъ днемъ, такъ и ночью.
Автор: Его Императорское Величество, 1916-01-07».
- Орден Святого Георгія 4-го ст. (ВП 09.07.1916):

«Государь Императоръ, по удостоенію Петроградской Думы ордена Святаго Георгія, Всемилостивѣйше 
соизволилъ пожаловать:
Орденъ Св. Великомученика и Побѣдоносца Георгія 4-й степени:
Командиру 156-го пѣхотнаго Елисаветпольскаго Генерала Князя Циціанова полка, Полковнику Михаилу Фененко за то, что, будучи назначенъ въ періодъ штурма Деве-Бойненскихъ позицій, съ 29-го Января по 3-е Февраля 1916 года начальникомъ правой штурмовой колонны, направленной для  штурма форта Чобанъ-Деде, онъ, въ ночь съ 29-го  на  30-е Января, штыковымъ ударомъ, неоднократно подвергая свою жизнь явной опасности отъ сильнаго ружейнаго  и артиллерійскаго огня противника, сбилъ турокъ съ укрѣпленной передовой позиціи на горѣ Кузу-Кей-Тепеси, захвативъ при этомъ въ плѣнъ  108-й  пѣхотный турецкій полкъ  въ составѣ 450-ти нижнихъ чиновъ при 8-ми офицерахъ; вслѣдъ за тѣмъ послѣ ряда боевъ, въ ночь на 2-е Февраля, совмѣстно съ Бакинцами и Дербентцами, взялъ, послѣ ожесточенныхъ атакъ, фортъ Чобанъ-Деде, что повлекло за собой паденіе всѣхъ прочихъ фортовъ Деве-Бойненской позиціи.
Автор: Его Императорское Величество, 1916-07-09».
- Орден Святого Володимира 3-го ст. з мечами (ВП 09.08.1916)
- Мечі до ордена Святого Станіслава 2-го ст. (ВП 16.12.1916)
- Высочайшие благоволения ВП 05.07.1916 та 21.12.1916 (обидва — за бойові відзнаки)
- Медаль "В память 300-летия царствования  Дома Романовых" (ВП 21.02.1913)
- Медаль "В память царствования императора Александра III" для ношения на груди на лентах Св. Александра Невского

(ВП 01.08.1896)